# Spielmann (Glocknergruppe)
Der Spielmann ist ein 3027 m ü. A. hoher Berg in der Glocknergruppe der Hohen Tauern in Österreich. Der Gipfel befindet sich am Alpenhauptkamm genau auf der Grenzlinie zwischen Kärnten und Salzburg ca. 7 km Luftlinie nordwestlich von Heiligenblut. Der durchgehend markierte Normalanstieg ist bei schneefreien und trockenen Verhältnissen unschwierig zu begehen (eine, mit einem Stahlseil versicherte Kletterstelle unmittelbar unterhalb des Gipfels).

## Anstiege
Ausgangspunkt für den Normalanstieg ist das Glocknerhaus an der Großglockner-Hochalpenstraße. Der markierte Steig führt im Wesentlichen in nordnordöstlicher Richtung über die Hänge der so genannten Trögeralm, dann mit einem kurzen Abstieg in den Kessel des ehemaligen Südlichen Pfandlschartenkeeses und mit einem kurzen Anstieg in die Untere Pfandlscharte (2663 m). Von hier steigt man über den unschwierigen Westgrat (Rücken) und die oben erwähnte Kletterstelle zum Gipfel mit Kreuz (Gehzeit ab dem Glocknerhaus ca. 2½ bis 3 Stunden).
Ein weiterer Anstieg führt von Osten vom Hochtor über die Brennkogelscharte und den Rest des Guttalkeeses an der so genannten Knappenstube (historisches Bergbaugebiet) vorbei, südlich des Klobens in die Spielmannscharte querend und auf dem unschwierigen Ostgrat (Rücken) zum Gipfel (Gehzeit ab dem Hochtor ca. 3 Stunden).
Der Weg vom Glocknerhaus über den Spielmann zum Hochtor ist Teil des Tauernhöhenweges.